# Oscar Cantoni
Mons. Oscar Cantoni (* 1. září 1950, Lenno, Provincie Como) je italský katolický kněz, biskup, dnes sídelní biskup v Comu.  Je rytířem komturem s hvězdou Řádu Božího hrobu a bývalým velkopřevorem jeho místodržitelství v severní Itálii.

## Kardinálská kreace
V neděli 29. května 2022 papež František ohlásil, že v konzistoři dne 27. srpna 2022 jmenuje 21 nových kardinálů, mezi nimi i Monsignora Cantoniho. 